# Kurt Albrecht
Kurt Albrecht (24 de Fevereiro de 1889 - 17 de Março de 1959) foi um oficial alemão que serviu na Heer durante a Segunda Guerra Mundial. Foi condecorado com a Cruz de Cavaleiro da Cruz de Ferro.